# Ensival
Ensival (en wallon Enzivå /ɛnziːvɔː/ ou, dans une phrase "a Nzivå" /nziːvɔː/) est une section de la ville belge de Verviers située en Wallonie dans la province de Liège. La localité se prononce Enzival.
C'était une commune à part entière avant la fusion des communes de 1977.

## Géographie

### Situation
La localité d'Ensival est arrosée par la Vesdre en aval et à l'ouest de la ville de Verviers. Le village s'est implanté sur la rive gauche de la rivière. Il est traversé par la route nationale 61 Liège-Verviers. Un pont et une passerelle franchissent la Vesdre pour rejoindre Lambermont.

## Évolution démographique
- Sources : INS, Rem. : 1831 jusqu'en 1970 = recensements, 1976 = nombre d'habitants au 31 décembre.

## Histoire
Sous l'ancien régime, le village d'Ensival était une possession de la principauté de Liège et était divisé entre les bans de Theux et de Verviers du marquisat de Franchimont. Ensival obtient son indépendance communale en 1656. En 1795, la commune fait partie du département de l'Ourthe. Le village s'est développé à partir du XVIIIe siècle à la suite de l'établissement sur son territoire d'industries lainières implantées le long de la Vesdre (fouleries, fabriques de draps, filatures, tissages mécaniques).

## Héraldique
|  | Blasonnement : D'argent à une burèle ondée d'azur, accompagnée de trois lions de sinople, couronnés d'or, armés et lampassés de gueules. - Arrêté royal : 17 novembre 1970 Source du blasonnement : Blason d'Ensival sur le site Heraldry-wiki.com |

## Patrimoine et culture

### Architecture et patrimoine
Ensival possède un riche patrimoine immobilier (immeubles du XVIIe siècle et XVIIIe siècle situés principalement sur la Grand'Place, en Mi-Ville, rue Grand'Ville et rue des Weines) dont sept biens font l'objet d'un classement :
| Objet | Année de construction / Architecte                                                  | Adresse              | Section communale | Coordonnées                      | Numéro d’inventaire | Illustration |
| --- | ----------------------------------------------------------------------------------- | -------------------- | ----------------- | -------------------------------- | ------------------- | --- |
| Parc Moreau |                                                                                     | Rue Moreau           | Ensival           | 50° 35′ 08″ nord, 5° 50′ 31″ est | 63079-CLT-0045-01   | Image manquanteTéléverser |
| Ensemble des maisons sises anciennement rue de l'Eglise, n°s 5-7-9-11 et 11A à Ensival, actuellement En Mi-Ville, n°s 23 à 31 | 1re moitié du XVIIIe s.                                                             | En Mi-Ville 23 à 31  | Ensival           | 50° 34′ 54″ nord, 5° 50′ 27″ est | 63079-CLT-0081-01   | Ensemble des maisons sises anciennement rue de l'Eglise, n°s 5-7-9-11 et 11A à Ensival, actuellement En Mi-Ville, n°s 23 à 31 |
| Maison (partie de la façade qui a gardé son caractère originel)                                                               | Fin du XVIIIe s.                                                                    | Rue du Canal n° 3    | Ensival           | 50° 34′ 47″ nord, 5° 50′ 34″ est | 63079-CLT-0082-01   | Image manquanteTéléverser |
| Maison (façade avant et toiture), Rue des Weines, n° 33                                                                       | XVIIIe s.                                                                           | Rue des Weines n° 33 | Ensival           | 50° 34′ 58″ nord, 5° 50′ 20″ est | 63079-CLT-0083-01   | Image manquanteTéléverser |
| Maison (façade principale et toiture), Grand-Place, n° 37                                                                     | Fin du XVIIIe s.                                                                    | Grand-Place n° 37    | Ensival           | 50° 34′ 54″ nord, 5° 50′ 20″ est | 63079-CLT-0086-01   | Image manquanteTéléverser |
| Parc Godin |                                                                                     | Rue Godin            | Ensival           | 50° 35′ 01″ nord, 5° 50′ 25″ est | 63079-CLT-0108-01   | Image manquanteTéléverser |
| La tour de l'église de la Sainte-Vierge (actuellement de l'Assomption) à Ensival                                              | 1712-1718 (tour) ; 1719 (clocher) ; 1860-1863 (reconstruction du reste de l'église) | En Mi-Ville          | Ensival           | 50° 34′ 53″ nord, 5° 50′ 31″ est | 63079-CLT-0112-01   | La tour de l'église de la Sainte-Vierge (actuellement de l'Assomption) à Ensival                                              |

D'autres immeubles non classés mais repris à l'inventaire du patrimoine culturel immobilier de la Wallonie sont dignes d'intérêt. Parmi ceux-ci, on peut citer :
- l'ancien hôtel de ville situé Grand'Place, no 1, daté de 1839[2] ;
- une suite d'autres immeubles de la Grand'Place sis du no 35 au no 53 dont le no 37 est classé (voir ci-dessus) ;
- l'immeuble à colombages et perron du no 17 de la rue des Weines[3] ;
- l'imposante bâtisse datant du premier quart du XVIIIe siècle sise aux nos 20/22 de la rue des Weines[4] ;
- en plus des immeubles classés (voir ci-dessus), plusieurs immeubles bâtis En Mi-Ville (nos 14, 16, 51, 53, 55, 60 à 78, 82, 88)[5] ;
- l'ancien château Hauzeur érigé en brique dans le style néo-classique vers 1850 et situé dans le parc Moreau, près de la bretelle de l'autoroute E42 (sortie 6)[6].

## Personnalités célèbres
- Émile Deckers (1885-1968), peintre orientaliste.
- Pierre Rapsat (1948-2002), chanteur, y est inhumé.
- Guy Thomas (1937-2020), parolier et poète français d'origine belge y est né.